# 1169 (szám)
Az 1169 (római számmal: MCLXIX) az 1168 és 1170 között található természetes szám.

## A szám a matematikában
A tízes számrendszerbeli 1169-es a kettes számrendszerben 10010010001, a nyolcas számrendszerben 2221, a tizenhatos számrendszerben 491 alakban írható fel.
Az 1169 páratlan szám, összetett szám, félprím. Kanonikus alakja 71 · 1671, normálalakban az 1,169 · 103 szorzattal írható fel. Négy osztója van a természetes számok halmazán, ezek növekvő sorrendben: 1, 7, 169 és 1169.
Erősen kotóciens szám.
Az 1169 huszonnégy szám valódiosztó-összegeként áll elő, ezek közül legkisebb a 4879.

## Csillagászat
- 1169 Alwine kisbolygó